# Pierre Perrin (compositeur)
Pour les articles homonymes, voir Pierre Perrin et Perrin.
Pierre Perrin est un auteur-compositeur-interprète et acteur français, né le 8 juillet 1925 au Havre et mort le 20 juin 1985 à Paris 14e.

## Biographie
Pierre Stanislas Germain Perrin, né dans une famille de marins — son père est un des derniers cap-horniers — devient orphelin de père à l'âge de 7 ans. Il est alors élevé par son oncle, commandant du bac de Quillebeuf. Revenu au Havre, il  s'engage dans la défense passive à l'âge de 16 ans,  devient choriste à la Gaité Lyrique, de passage les fins de semaine au théâtre de la ville. Il suit la troupe à Paris, et s'engage, en même temps, chez les FFI (il a reçu un hommage du colonel Rémy).  Il crée avec un partenaire havrais le duo des Frères Eloi, qui anime régulièrement diverses émissions de radio, dont celles d'Henri Kubnick, et parcourt la France, connu pour interpréter des chansons telles que Trois p'tits frères à la Saint-Eloi ou Elle avait des bas de laine, Madeleine.
Après une tentative de suicide provoqué par le départ de sa première femme, il devient chauffeur de taxi et rencontre ainsi Aimée Mortimer qui l'engage à l’École des Vedettes. Il démarre alors une nouvelle carrière. Il est l'auteur-compositeur d'Un clair de lune à Maubeuge (1962), chanson qui reste neuf semaines au hit-parade en France et qu’interprètent Bourvil, Fernand Raynaud, Annie Cordy et Claude François, Stéphane Grappelli, Yvette Horner, Georges Jouvin, Aimable, André Verchuren, etc. La même année on en tire un film dans lequel une de ses partenaires est Sylvie Vartan, alors débutante. La chanson a été traduite et enregistrée dans le monde entier, avec notamment trois enregistrements aux États-Unis, parmi lesquels celui d'Acker Bilk.
Pierre Perrin est l'invité d'honneur de l'avant-première du film Un clair de lune à Maubeuge, au cinéma le Paris, le 13 décembre 1962 à Maubeuge. Une miss Claire de Lune apparaît également à la fête de la bière en juillet de la même année à Maubeuge.
Il est citoyen d'honneur de Maubeuge, de Tourcoing et d'autres villes du Nord de la France. Son nom a été donné à une rue de Maubeuge et il continue d'être honoré par la ville, ainsi en 2018, pour la réouverture de la kermesse de la bière.

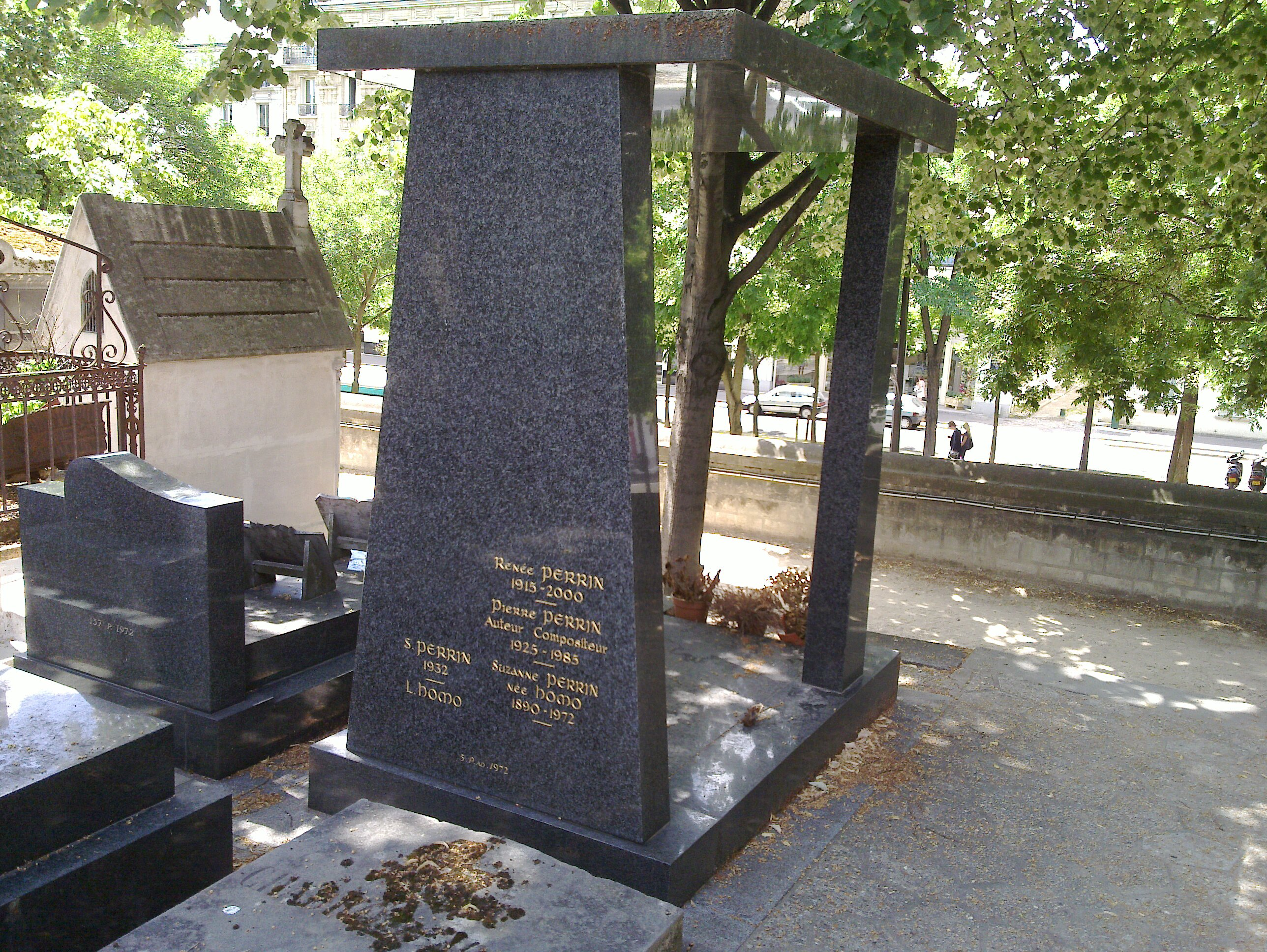
Tombe de Pierre Perrin au cimetière du Père-Lachaise (division 59).

La renommée de cette chanson cache d'autres compositions qui ont aussi connu un certain succès : Mon chouette pépin, Les Panamiens, Le Pari de Paris, Le Port du Havre, etc. Pierre Perrin a aussi enregistré une nouvelle version du P'tit Quinquin.
Pierre Perrin a collaboré[Comment ?] avec James Hadley Chase, en écrivant une chanson pour une version musicale de Pas d'orchidées pour Miss Blandish.
Il est inhumé en bordure de la 59e division du cimetière du Père-Lachaise.

## Ouvrages
- Avant le Clair de lune, recueil de poèmes, préfacé par Jean Cocteau, éditions Grassin, Grand prix du referendum de la poésie inédite, 1962.
- Un clair de lune à Maubeuge, éditions Gallic, 1962.
- Les Panamiens, Gallic, 1964.
- Poèmes et Chansons, Éditions TriArtis, Collection Échappées brèves, 2017  (ISBN 978-2-916724-84-3).

## Au cinéma
- 1962 : Un clair de lune à Maubeuge de Jean Chérasse
- 1962 : Le Couteau dans la plaie de Anatole Litvak avec Sophia Loren et Anthony Perkins
- 2007 : jouée par l'Harmonie municipale de Bergues dans une scène de rue de Bienvenue chez les Ch'tis de Dany Boon.

### Sources
- Pierre Saka, La Grande anthologie de la chanson française.
- Dominique Sabourdin-Perrin[source insuffisante]